# Tristan Murail
Tristan Murail (Le Havre, 11 de marzo de 1947) es un compositor francés, discípulo de Olivier Messiaen, uno de los más importantes representante de la música espectral o espectralismo, junto con Jonathan Harvey y el último Gérard Grisey.

## Biografía
Después de sus estudios universitarios —en los que obtuvo una licenciatura en ciencias económicas, sendos diplomas de árabe clásico y de árabe magrebí en la «École Nationale des langues orientales», y un diploma del «Institut d'études politiques»— entró en 1967 en el Conservatorio Nacional de París y cursó allí estudios hasta 1972. Asistió al curso de Olivier Messiaen, y a los cursos de «computer music» y obtuvo un primer premio de composición en 1971. 
Entre 1971 y 1973, fue seleccionado en el Prix de Rome, y fue pensionado de la «Académie de France» en la villa Médici de Roma, donde se encontró con Giacinto Scelsi. En 1973, además, colaboró en la fundación del Ensemble l'Itinéraire y en el desarrollo de obras para diferentes tipos de teclados -ondas Martenot, órganos electrónicos, sintetizadores.
Es autor de varios artículos sobre música espectral —«La révolution des sons complexes», «Spectres et lutins ou Questions de cible»-, y sigue con sus composiciones auxiliado por el ordenador. Enseñó informática musical en el Conservatorio Nacional de París (donde tuvo como alumno a Philippe Hurel) y en el IRCAM, donde cooperó para el desarrollo del software musical "Patchwork". Actualmente utiliza para su trabajo el programa heredero de aquel, OpenMusic y trabaja actualmente en la Universidad de Columbia de Nueva York.
Además participa frecuentemente en conferencias y seminarios internacionales —especialmente en los «Internationale Ferienkurse für neue Musik» de Darmstadt. Festival de Darmstadt
El espectralismo se basa en los siguientes principios:
- El análisis de las series de Fourier de un sonido es una fuente de material temático y formal.
- La disonancia y la consonancia son conceptos relativos en los que interviene un fuerte factor cultural.
- Los sonidos "musicales" y los de altura indeterminada o "ruidos" no son dos conjuntos opuestos o separados, sino que la frontera entre ellos es muy difusa.
- La recreación de los espectros por parte de instrumentos convencionales, exige una afinación en octavos de tono, o bien, por lo menos, en cuartos de tono.
- Los instrumentos preferidos para la "resíntesis" orquestal de los sonidos son aquellos con un contenido armónico relativamente pobre, como la flauta y el clarinete.

Las obras de Murail son publicadas por Salabert y Editions Henry Lemoine. Su música ha sido grabada por los sellos discográficos Una Corda, Metier, Adés, y MFA-Radio France. Ha obtenido el «Grand Prix du Disque» en 1990 y el «Grand Prix du Président de la République, Académie Charles Cros» en 1992.
Las obras más destacadas de Murail son las obras orquestales Gondwana y Time and Again, así como Désintégrations para 17 instrumentos y tape y Ethers.
Murail también compone una serie de piezas para varios instrumentos en su ciclo Random Access Memory, de la que la sexta, Vampyr!, es una pieza rara en el repertorio clásico para guitarra eléctrica. Vampyr! es una de las pocas obras del catálogo de Murail en que no usa la técnica espectral. Además, en las notas para la interpretación, el compositor recomienda al intérprete tocar al modo de los guitarristas de la tradición pop o rock, como Carlos Santana y Eric Clapton.
Además de Gerard Grisey y el principal representante de Georg Friedrich Haas de espectralismo Murail en la música contemporánea. Le dio clase a la compositora Karen Tanaka y a la compositora austríaca Olga Neuwirth

## Catálogo de obras
| Año       | Obra | Tipo de obra                    |
| --------- | --- | ------------------------------- |
| 1969      | Couleur de Mer, para orquesta de cámara                                                                                             | Música orquestal (cámara)       |
| 1970      | Altitude 8000, para orquesta | Música orquestal                |
| 1970      | Où Tremblent les Contours, para 2 violas                                                                                            | Música solista (viola)          |
| 1971      | Les Miroirs entendus, para ondas Martenot y piano                                                                                   | Música instrumental (dúo)       |
| 1971      | Ligne de non-retour, para siete instrumentistas                                                                                     | Música instrumental             |
| 1971-1972 | Estuaire, para piano | Música solista (piano)          |
| 1972      | L'attente, para siete instrumentistas (rev. 1992)                                                                                   | Música instrumental             |
| 1972      | Au-delà du Mur du son, para gran orquesta                                                                                           | Música orquestal                |
| 1973      | Les Nuages de Magellan, para percusión, 2 ondas Martenot, guitarra eléctrica                                                        | Música instrumental             |
| 1973      | Cosmos privé, para orquesta | Música orquestal                |
| 1973      | La Dérivé des continents, para viola y orquesta de cuerdas                                                                          | Música orquestal                |
| 1974      | Transsahara express, para fagot y piano                                                                                             | Música instrumental (dúo)       |
| 1974      | Tigres de verre, para ondas Martenot y piano                                                                                        | Música instrumental (dúo)       |
| 1971-1975 | Mach 2,5, para dos ondas Martenot                                                                                                   | Música solista (Ondas Martenot) |
| 1975      | Sables, para gran orquesta | Música orquestal                |
| 1976      | Mémoire/Erosion, para corno y nueve instrumentistas                                                                                 | Música instrumental             |
| 1976      | C'est un jardin secret, ma soeur, ma fiancée, une fontaine close, une source scellée, para viola (versión de 1994 para violonchelo) | Música solista (viola)          |
| 1977      | Tellur, para guitarra | Música solista (guitarra)       |
| 1977-1978 | Territoires de l'oubli, para piano                                                                                                  | Música solista (piano)          |
| 1978      | Ethers, para flauta y conjunto instrumental                                                                                         | Música instrumental             |
| 1978      | Treize couleurs du soleil couchant, para flauta, clarinete, piano, violín, voloncello y manipulación electrónica ad. lib            | Música instrumental             |
| 1979      | Les Courants de l'espace, para ondas Martenot y pequeña orquesta                                                                    | Música orquestal                |
| 1980      | Gondwana, para orquesta | Música orquestal                |
| 1982      | La Conquêe de l'Antarctique, para ondas Martenot                                                                                    | Música solista (Ondas Martenot) |
| 1983      | Desintegrations, para orquesta de cámara                                                                                            | Música orquestal (cámara)       |
| 1984      | Vampyr!, para guitarra eléctrica [extraído de Random Access Memory]                                                                 | Música solista (guitarra )      |
| 1985      | Time and again, para orquesta | Música orquestal                |
| 1986      | Vues aeriennes, para corno, violín, violonchelo y piano                                                                             | Música instrumental             |
| 1986      | Vision de la Cité Interdite, para 2 sintentizadores DX7 Yamaha [extraído de Random Access Memory]                                   | Música instrumental             |
| 1984-1986 | Atlantys, para 2 sintentizadores DX7 Yamaha [extraído de Random Access Memory]                                                      | Música instrumental             |
| 1984-1987 | Random Access Memory, para percusión, batería, sintetizadores y guitarra eléctrica                                                  | Música instrumental             |
| 1986-1989 | Les Sept Paroles du Christ en Croix, para coro y orquesta de cámara                                                                 | Música coral (orquesta)         |
| 1989      | Allegories, para conjunto instrumental                                                                                              | Música instrumental             |
| 1990      | Le fou à pattes bleues, para flauta y piano                                                                                         | Música instrumental (dúo)       |
| 1985-1990 | Sillages, para orquesta | Música orquestal                |
| 1990-1991 | La Dynamique des fluides, para orquesta                                                                                             | Música orquestal                |
| 1992      | Serendib, para gran ensemble | Música orquestal                |
| 1992      | Attracteurs êtranges, para violonchelo                                                                                              | Música solista (violonchelo)    |
| 1992      | Cloches d'adieu et un sourire..., para piano                                                                                        | Música solista (piano)          |
| 1993      | La Mandragore, para piano | Música solista (piano)          |
| 1993      | La Barque mystique, para flauta, clarinete, piano, violín y violonchelo                                                             | Música instrumental             |
| 1993-1994 | L'Esprit des dunes, para formación de cámara                                                                                        | Música de cámara                |
| 1995-1996 | Unanswered questions para flauta sonorizada                                                                                         | Música solista (flauta)         |
| 1996      | Bois flotté, para piano, trombón, trío de cuerda, sonidos de sintetizador y dispositivo electrónico                                 | Música instrumental             |
| 1996      | Feuilles à travers les cloches, para flauta, violín, violonchelo y piano [extraído de «Portulan»]                                   | Música instrumental             |
| 1996      | Le partage des eaux, para gran orquesta                                                                                             | Música orquestal                |
| 1998      | Comme un oeil suspendu et poli par le songe.., para piano                                                                           | Música solista (piano)          |
| 2000      | Winter Fragments, para flauta, clarinete, piano, violín y violonchelo                                                               | Música instrumental             |
| 2001      | Le Lac, para orquesta | Música orquestal                |
| 2002      | Les travaux et les jours, para piano                                                                                                | Música solista (piano)          |
| 2004      | Terre d'ombre, para gran orquesta y sonidos electrónicos                                                                            | Música orquestal                |
| 1995-2004 | ...amaris et dulcibus aquis..., para coro mixto y sintetizadores                                                                    | Música coral                    |
| 2005      | Pour adoucir le cours du temps, para 18 instrumentos y sonidos de sintetizador                                                      | Música orquestal                |
| 2006      | Les Ruines circulaires, para clarinete y violín [extraído de «Portulan»]                                                            | Música instrumental (dúo)       |
| 2006      | Seven Lakes Drive, para flauta, clarinete, corno, piano, violín y violonchelo [extraído de «Portulan»]                              | Música instrumental             |
| 2006      | Seven Lakes Drive, extrait de Portulan, pour flauta, clarinette, cor, piano, violon et violonchelo                                  | Música instrumental             |
| 2006      | Légendes urbaines, para 22 instrumentos                                                                                             | Música instrumental             |
| 2007      | Contes cruels, para 2 guitarras eléctricas y orquesta                                                                               | Música orquestal                |
| 2008      | Liber Fulguralis, para ensemble instrumental, synthèse electrónicaet vidéo                                                          | Música instrumental             |
| 2008      | Garrigue, extrait de Portulan, para flauta baja (ou flauta en sol), alto, violonchelo y percusiones                                 | Música de cámara                |
| 2009      | En moyenne et extrême raison, para ensemble y sonidos electrónicos                                                                  | Música instrumental             |
| 2010      | Ses Sept Paroles, para orquesta, chœur y electrónica                                                                                | Música orquestal                |
| 2011      | Dernières nouvelles du vent d'ouest, extrait de Portulan, para alto, cor, piano y percusiones                                       | Música de cámara                |
| 2011      | La Chambre des cartes, extrait de Portulan, para 8 instrumentos                                                                     | Música instrumental             |
| 2011      | Lachrymae, para flauta en sol et quinteto de cuerdas                                                                                | Música instrumental             |
| 2011      | Paludes, extrait de Portulan, para flauta en sol, clarinete, violín, alto y violonchelo                                             | Música instrumental             |
| 2012      | The Bronze Age, para flauta, clarinete, trombón, violín, violonchelo y piano                                                        | Música instrumental             |
| 2012      | Le Désenchantement du monde, concerto symphonique , para piano y orquesta                                                           | Música orquestal                |
| 2013      | Reflections / Reflets I - Spleen | Música orquestal                |
| 2013      | Reflections / Reflets II - High Voltage / Haute tension                                                                             | Música orquestal                |
| 2014      | Un Sogno, para ensemble para electrónica                                                                                            | Música instrumental             |
| 2015      | Travel Notes, para 2 pianos y 2 percusiones                                                                                         | Música de cámara                |
| 2016      | La Vallée close, sur des sonnets de Pétrarque, para mezzo-soprano, clarinette, violon, alto et violonchelo                          | Música vocal                    |
| 2016      | Sogni, ombre et fumi, para cuarteto de cuerdas                                                                                      | Música de cámara                |
| 2017      | Reflections / Reflets III - Vents et marées / Tidal winds                                                                           | Música orquestal                |
| 2017      | Near Death Experience d'après L'Ile des morts d'Arnold Böcklin, pour ensemble et vidéo                                              | Música instrumental             |
| 2018      | Cailloux dans l'eau , para piano | Música solista (piano)          |
| 2018      | Une lettre de Vincent, para flauta y violonchelo                                                                                    | Música de cámara                |
| 2018      | Stalag VIIIA, para violon, clarinete, violonchelo y piano                                                                           | Música de cámara                |
| 2019      | Kinderszenen de Robert Schumann, relectura para flauta, violonchelo y piano                                                         | Música de cámara                |
| 2019      | Le Rossignol en amour , para piano                                                                                                  | Música solista (piano)          |
| 2019      | De Pays et d'Hommes Étranges, concerto para violonchelo y orquesta de cámara                                                        | Música de cámara                |
| 2019      | Les Neiges d'antan, para gran orquesta                                                                                              | Música orquestal                |
| 2021      | Résurgence, para piano | Música solista (piano)          |
| 2021      | Mémorial, para piano | Música solista (piano)          |